# Antoine Bouchard
Pour les articles homonymes, voir Antoine Bouchard (homonymie) et Bouchard.
Antoine Bouchard, né à Saint-Philippe-de-Néri le 22 mars 1932 et mort le 21 octobre 2015 à Sainte-Claire de Bellechasse, est un prêtre catholique (ordonné en 1956), organiste, compositeur, professeur et musicographe québécois. 

## Parcours
Il étudie la musique avec Yvette Michaud (1942-43), l’orgue avec Claude Lavoie (1944-49, 1952-56) et Léon Destroismaisons (1950-52). Parallèlement, il obtient un baccalauréat ès arts à l'Université Laval en 1952 et une licence en théologie en 1956. De 1956 à 1958, il enseigne au collège de Sainte-Anne-de-la-Pocatière.
Boursier du Conseil des Arts du Canada, il poursuit ses études à Paris de 1958 à 1961 avec Gaston Litaize et Antoine Reboulot pour l’orgue, et Simone Plé-Caussade pour l’écriture. De retour au Québec en 1961, il devient professeur d’orgue à l’École de musique de l’Université Laval de 1961 à 1997, ainsi que son directeur de 1977 à 1980. Il forme plusieurs des principaux organistes actuels du Québec : Jacques Boucher, Jean-Guy Proulx, Jacquelin Rochette, Danny Belisle, Pierre Bouchard, Claude Girard, Louise Fortin Bouchard et Esther Clément. Richard Paré lui a succédé à titre de professeur à la Faculté de musique de l'université Laval.
Il collabore par ses écrits à de nombreuses revues musicales : L’Encyclopédie de la musique au Canada, Mixtures, L’Orgue francophone, le Bulletin des Amis de l’orgue de Québec, The Organ Yearbook, The Tracker. Membre-fondateur des Amis de l’orgue de Québec en 1966, il prend une part active au renouveau de la facture d’orgue québécoise (retour à la traction mécanique, application des principes néo-baroques) comme conseiller dans la composition de plusieurs orgues Casavant du Québec et de l’est du Canada. Il publie une série de 11 CD dans lequel il enregistre sa performance sur l'ensemble des œuvres complètes de Johann Pachelbel. 
Il est élu au bureau du Conseil canadien de la musique en 1978.
Retraité de l’enseignement en 1997, il écrit et publie « Quelques réflexions sur le jeu de l’orgue » aux Presses de l’Université Laval en septembre 2003.

## Honneurs
- Professeur émérite de la Faculté de musique de l’Université Laval en juin 1999.
- Membre honoraire  de la Fédération québécoise des Amis de l’orgue en 2006.
- « Fellow » (honoris causa) du Collège royal canadien des organistes en 2009.

## L’organiste
Comme organiste, il se produit en récital aux États-Unis, en France, en Allemagne, en Suisse, aux Pays-Bas, et surtout au Québec. On a pu l’entendre régulièrement sur les ondes de Radio-Canada (Récital d’orgue, Tribune de l’orgue). 
En 1973-74, boursier du Conseil des Arts du Canada, il prend une année sabbatique en Europe et réalise une série de 21 récitals donnés sur 20 orgues historiques dans 6 pays, série diffusée sur le réseau français de la SRC en 1975 et reprise en 1976.

## Compositions
- Postlude pour orgue.
- Prélude au Kyrie et In Paradisum pour orgue, publiés dans le recueil Le Tombeau de Henri Gagnon chez Jacques Ostiguy en 1987.
- Prière à Marie, pour soprano et orgue.

## Discographie
Parmi ses nombreux enregistrements inaugurés en 1961 par les Chorals de Leipzig de J. S. Bach au nouveau Beckerath de l’Immaculée-Conception de Montréal (réédité chez REM en 1990), signalons en particulier :
- Anthologie de l’organiste, 53 pièces du répertoire liturgique en 3 disques Alpec A-75008 (1975), A-76011 (1976), A-80025 (1980).
- Les plus belles orgues, Analekta AN282167 (1994), réédition en 2006 ; 54 pièces enregistrées par Radio-Canada sur des orgues historiques en Allemagne du nord-ouest au printemps 1974.
- Johann Pachelbel, The Complete Organ Works (intégrale de l’œuvre d’orgue), à l’orgue Casavant de Saint-Pascal de Kamouraska en 11 CD, Dorian (1996-1999).